# Katholische Sonntagszeitung für Deutschland
Die Katholische Sonntagszeitung für Deutschland ist eine römisch-katholische Wochenzeitung. Herausgeber ist die Augsburger Mediengruppe Sankt Ulrich Verlag. Sie erscheint gemeinsam mit der Neuen Bildpost bundesweit; zwei Regionalausgaben erscheinen für das Bistum Augsburg und das Bistum Regensburg. Die verkaufte Auflage lag im ersten Quartal 2022 bei 25.096 Exemplaren, von denen 12.907 Exemplare auf die Augsburger und 8.112 auf die Regensburger Regionalausgabe entfallen.

## Geschichte
Im Juli 2003 wurde das bis dahin eigenständige Regensburger Bistumsblatt in die Katholische Sonntagszeitung eingegliedert. Bereits im April des gleichen Jahres wurde die zuvor eingestellte Katholische Kirchenzeitung für das Erzbistum Berlin durch eine Berliner Diözesanausgabe der Katholischen Sonntagszeitung ersetzt. Im April 2014 übernahm der St. Benno-Verlag aus Leipzig die Berliner Bistumsausgabe in seiner katholischen Wochenzeitung Tag des Herrn.

## Inhalte
Schwerpunkte der Berichterstattung sind das Geschehen im Vatikan und in den deutschen Bistümern, gepaart mit angrenzenden Themen aus Zeit- und Kulturgeschichte. Zudem wird die Situation von Christen in verschiedenen Teilen der Welt beleuchtet, vor allem in Lateinamerika, Osteuropa, im Nahen Osten und in Afrika.
Zu den regelmäßigen Autoren gehört auch der der AfD angehörende Ordensgeistliche Wolfgang Ockenfels.